# Saúl Alejandro Taborda
Saúl Alejandro Taborda nació el 9 de noviembre de 1885, en la Estancia Chañar Ladeado, propiedad de sus padres, próxima a Los Chañaritos, en la provincia de Córdoba, Argentina y murió en Unquillo, en la misma provincia, el 2 de junio de 1944. Abogado de profesión, se dedicó con énfasis a la labor educativa, participando activamente en la Reforma Universitaria de 1918, con el sueño de una Universidad Americana. Levantando bandera por una educación a favor de las tradiciones culturales nacionales, su labor pedagógica suma un alto valor a la historia de la República Argentina. Fue uno de los más importantes pedagogos críticos de la obra de Domingo Faustino Sarmiento (quien es considerado el padre de la educación pública argentina). También fue rector del Colegio Nacional Rafael Hernández de la ciudad de La Plata en 1920, del que fue expulsado al año siguiente, acusado de "anarquizador". En 1927, se hace cargo de la revista de crítica cultural Clarín, que fundara un año antes, Carlos Astrada.
Entre sus obras fundamentales se encuentran:
- La crisis espiritual y el ideario argentino (publicada en 1933 por el Instituto Social de la Universidad Nacional del Litoral)[2]
- El fenómeno político (editado en 1936 por el Instituto de Filosofía de la Universidad Nacional de Córdoba)
- Investigaciones pedagógicas (publicada en dos volúmenes por el Ateneo Filosófico de Córdoba en 1951)[3][4]

A diferencia de Sarmiento, Taborda sostiene que los principios pedagógicos deben derivarse del hecho educativo comunal y no de la doctrina de la igualdad sostenida en Europa. Por otra parte, afirma que las instituciones copiadas cargan con contradicciones que son propias de sus contextos de origen, cosa que ocurre con las escuelas. Antes de la escuela sarmientina, muestra en su obra Saúl Taborda, las comunidades habían desarrollado una escuela y un tipo de educación que Taborda llama "facúndica" (para aludir al caudillo Facundo Quiroga y al libro de Sarmiento Facundo. Civilización y barbarie). El pedagogo Saúl Taborda sostiene la idea de que todos los espacios sociales son educativos y se mueven en la dialéctica entre dos polos: la tradición y la revolución. Pretender, como Sarmiento, una "revolución" que no tenga en cuenta la tradición educativa, lleva a copiar modelos extranjeros que cargan con un "ideal de ciudadano" ajeno a nuestra idiosincrasia.
El 25 de mayo de 2018, en vísperas del centenario de la Reforma Universitaria, mediante la Resolución 51/18 dictada por la Comuna de Los Chañaritos, Departamento de Río Segundo, Provincia de Córdoba, se le brinda un justo y merecido homenaje con la inauguración de su busto en su tierra natal. Los descendientes del Dr. Saúl Taborda, recibieron con orgullo tal Resolución, participando en el acto. Trabajando arduamente parientes y amigos en el rescate de su obra, divulgando su pensamiento y exaltando su memoria, tanto en su lugar de nacimiento, como en su última morada en la localidad de Unquillo, donde descansan sus restos bajo una estela que reza y resume su labor pedagógica: "Vivió y pensó para su tierra".